# فرودگاه لانگلاد کاونتی
فرودگاه لانگلاد کاونتی  (به انگلیسی: Langlade County Airport) یک فرودگاه همگانی بهره‌برداری هوایی است که یک باند فرود آسفالت دارد و طول باند آن ۱۲۲۰ متر است. این فرودگاه در کشور ایالات متحده آمریکا قرار دارد و در ارتفاع ۴۶۴ متری از سطح دریا واقع شده است.